# Arabisk leopard
Den arabiske leopard (latin: Panthera pardus nimr) er en underart af leopard forekommende på den Arabiske Halvø. Det er den mindste af alle leoparderne. I 2006 fandtes mindre end 200 dyr af denne underart.

## Reference
1. 1 2  "Panthera pardus ssp. nimr". IUCN's Rødliste. 2008. Hentet 2015-05-21.

| Dyr | Spire Denne artikel om dyr er en spire som bør udbygges. Du er velkommen til at hjælpe Wikipedia ved at udvide den. |